# East Barming
East Barming – wieś w Anglii, w hrabstwie Kent, w dystrykcie Maidstone. Leży 5 km na południowy zachód od miasta Maidstone i 51 km na południowy wschód od centrum Londynu.